# Nicoletta (Sängerin)

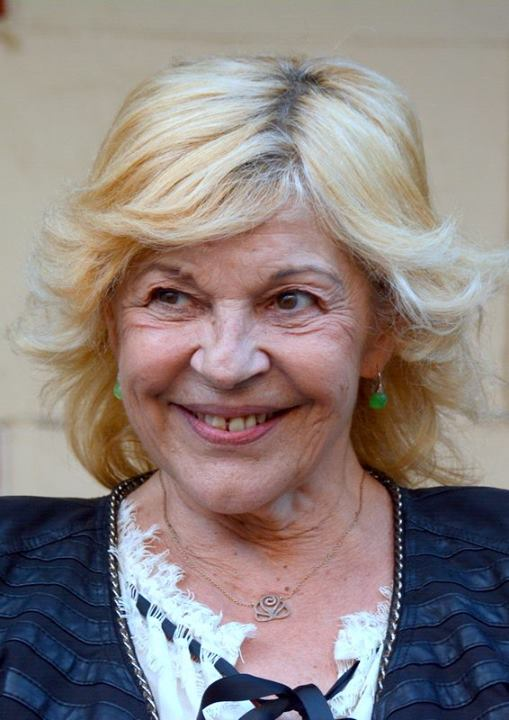
Nicoletta (2013)

Nicoletta (* 11. April 1944 in Thonon-les-Bains als Nicole Fernande Grisoni) ist eine französische Chansonsängerin. Ihre größten Erfolge feierte sie Ende der 1960er und Anfang der 1970er Jahre mit Liedern wie La musique (1967), Il est mort le soleil (1968), Ma vie c'est un manège (1969), Mamy Blue (1971), Fio Maravilla und Les volets clos (1973) sowie Glory alléluia (1974).

## Karriere
Nicole Grisoni studierte an der Kunstakademie in Lyon. Später ging sie nach Paris, um dort als DJ zu arbeiten. Parallel dazu arbeitete sie auch an eigenen Songs und Musikproduktionen. Im Jahr 1966 erschien unter dem Künstlernamen Nicoletta ihre Debüt-Single mit dem Titel L’homme à la moto. Damit begann auch die langjährige Zusammenarbeit mit Barclay Records, einer der damals einflussreichsten französischen Plattenfirmen. Der Durchbruch im französischen Showgeschäft gelang Nicoletta ein Jahr später mit der Single La musique. Ein noch größerer Erfolg folgte 1968 mit Il est mort le soleil. Ray Charles nahm das Lied noch im selben Jahr für sein Album A Portrait of Ray in einer englischen Fassung (The Sun Died) auf. Jazz- und Soul-Größen wie Betty Carter, Gene Chandler und Shirley Horn nahmen ihrerseits Versionen auf.
1969 sang Nicoletta für den Film Jeff mit Alain Delon den gleichnamigen Titelsong. Fast zeitgleich hatte sie mit Ma vie c'est un manège einen weiteren Top-Hit, dessen Erfolg 1971 noch von Mamy Blue übertroffen wurde (im Original von Joel Daydé). Dieses Chanson ist stark vom Gospel beeinflusst, einer Musikrichtung, der sich Nicoletta im Laufe ihrer Karriere immer wieder widmete. Das dazugehörige Album, Visages, eingespielt mit der Rock-Gruppe Zoo, enthält unter anderem Lieder von Leo Ferré (Dieu est nègre), Julien Clerc (La promeneuse) und Gilbert Bécaud (La solitude ça n’existe pas). Ein großer Erfolg war auch die LP Nicoletta 73 (1973), die eine französische Adaption von Jorge Bens Fio Maravilla enthält. Dieses Lied war ein ebenso großer Hit wie Nicolettas im folgenden Jahr veröffentlichte französische Fassung von The Battle Hymn of the Republic, Glory alléluia.
In den folgenden Jahren erschienen regelmäßig Singles von Nicoletta, mit À quoi sert de vivre libre? (1976; franz. Version von I Can't Give You Anything But My Love) und Broadway (1978) widmete sie sich wie viele ihrer Kolleginnen der damals populären Disco-Musik. Ende der 1970er Jahre endete ihre Zusammenarbeit mit der Plattenfirma Barclay. Der Erfolg ihrer Platten ließ nach. Mit Idées noires, einem Duett mit Bernard Lavilliers, feierte Nicoletta 1983 ein kurzfristiges Comeback und ihren letzten größeren Erfolg. In den folgenden Jahren widmete sie sich der Arbeit auf der Bühne. So war sie unter anderem in der Rolle der Jenny in dem Brecht/Weill-Stück Grandeur et décadence de Mahagony (1987) zu sehen. Außerdem spielte sie 1989 in William Shellers Musical Quasimodo die Rolle der Esmeralda. Finanzielle Probleme sorgten dafür, dass sie in jenen Jahren auch wieder verstärkt tourte.
Nach vielen Jahren ohne neues Album erschien 1995 das wenig erfolgreiche J'attends, j'apprends. Im Jahr darauf hatte sie mehr Glück mit The Gospel Voices. Eine anschließende Tournee mit rund 180 Terminen in Frankreich, der Schweiz, Belgien und Japan war ebenfalls erfolgreich. Zahlreiche Kompilationen ihrer alten Aufnahmen sorgten in den folgenden Jahren dafür, dass das Interesse an Nicolettas Musik wieder wuchs.
2002 nahmen die Teilnehmer der Casting-Show Star Academy ein Cover von Nicolettas erstem Erfolg La musique auf und landeten damit auf Platz 1 der französischen Charts. Danach vergingen vier Jahre, bis Nicoletta 2006 ein neues Album, Le rendez-vous, aufnahm. Enthalten sind bekannte Jazz-Standards wie Summertime und Georgia On My Mind sowie neue Lieder, geschrieben von Künstlern wie Bernard Lavilliers, Patrick Eudeline und Manu Chao. Ende 2008 veröffentlichte Nicoletta ihre Autobiografie, La maison d'en face, und feierte im 2009 ihr 40-jähriges Bühnenjubiläum mit einer ausgedehnten Frankreichtournee, die auf dem Live-Album Nicoletta en concert festgehalten wurde.
An ihrem 50-jährigen Bühnenjubiläum trat Nicoletta im November 2021 an zwei Abenden im Pariser Lido auf. Außerdem veröffentlichte sie das Album Amours & pianos, das mit einer kleinen Band und reduzierten Arrangements aufgenommen wurde.

## Privat
Nicoletta war von 1978 bis 1985 mit dem Schweizer Juwelier Patrick Chappuis verheiratet. Ihr Sohn Alexandre wurde 1979 geboren. Von 1991 an war sie mit Jean-Christophe Molinier liiert, den sie 2011 heiratete.

## Diskografie

### Alben
| - 1967: Il est mort le soleil - 1969: Olympia - 1970: Ma vie c’est un manège - 1971: Visage - 1973: Nicoletta 73 - 1973: Viens te balader au creux de mes chansons - 1975: Sur les bords de la tendresse - 1976: L'amour violet - 1978: Palace - 1980: Naturel… ma belle! - 1982: Qu'est-ce qui m'arrive? | - 1987: Vivre aujourd'hui - 1988: Quasimodo (Nicoletta Chante Victor Hugo) - 1995: J'attends, j'apprends - 1996: The Gospel Voices - 1998: Connivences - 2006: Le rendez-vous - 2010: Nicoletta en concert - 2013: Ici et ailleurs - 2021: Amours & pianos - 2024: L'intégrale (16-CD-Box) |